# Beirut Club
Il Beirut Sports Club (in arabo نادي بيروت) è una squadra professionistica di pallacanestro di Beirut, in Libano, che milita nella Lebanese Basketball League, la massima categoria nazionale.

## Storia
Il Beirut Sports Club è stato creato nel 2013, competendo inizialmente nella Lebanese Second Division, il secondo livello libanese; nella stagione 2015 la squadra arriva in finale nella Seconda Divisione ma esce sconfitta, mancando quindi l'appuntamento con la promozione. Promozione che arriverà alla fine dopo appena quattro stagioni dalla fondazione della squadra, al termine della stagione 2016- 2017.
Il Beirut prese parte per la prima volta alla Lebanese Basketball League nella stagione 2017-2018, e nonostante fosse l'esordio assoluto per il club, dopo aver concluso la stagione regolare al quinto posto in classifica si è guadagnata uno spot per i play-off, dove si arrese solamente al Al-Riyadi Beirut nelle semifinali. La stagione successiva il Beirut, si dimostrò nuovamente pronta per la stagione migliorando i risultati ottenuti all'esordio, infatti, concluse la stagione regolare al secondo posto con un record di 12 vittorie ed appena 4 sconfitte, nei playoff la squadra continuò la sua ottima stagione arrivando fino alle finali dove però nella sfida, al meglio delle 7 partite, giocata contro il Al-Riyadi Beirut, si dovette arrende arrendere per 4-2.
Nella stagione 2021-2022, il club dopo aver concluso in testa la stagione regolare con 18 vittorie e 2 sole sconfitte nei venti incontri giocati rientrando così come principale testa di serie nelle final-four per il titolo; nelle semifinali il Beirut eliminò nettamente il Sagesse Beirut, ottenendo così un posto nella finalissima dove si affronto nuovamente contro il Al-Riyadi Beirut; dopo sei incontri in cui le due squadre si sono divise la posta in palio, alla settima e decisiva partita il Beirut Club è riuscito ad imporsi con il risultato di 79-62, trascinati dall'MVP delle finali Elie Chamoun, conquistando per la prima volta nella loro storia il titolo della Lebanese Basketball League e divenendo la quinta squadra nella storia del campionato ad ottenere un titolo. Nella stessa stagione del primo titolo nazionale, la squadra riesce anche a reliazzare per la prima volta il double, riuscendo ad imporsi anche nell'edizione 2022 della Lebanese Basketball Cup.
Nella sua breve storia il Beirut Club è riuscito a guadagnarsi un nome anche fuori dei confini del Libano: nel 2018 la squadra arriva in finale dell'Arab Club Basketball Championship, torneo disputato proprio nella capitale libanese di Beirut quell'anno, uscendo però sconfitti per mano degli egiziani dell'Al-Ittihad Alessandria per 74-70; nell'edizione successiva giocata nel 2019 a Salé nel Marocco il Beirut arriva nuovamente all'atto finale della competizione ma per il secondo anno consecutivo si dovettero accontentare del secondo posto dopo aver perso, sempre per il secondo anno di seguito, contro l'Al-Ittihad Alessandria.Nell'edizione 2022 il Beirut, dopo aver superato la fase a gironi ed aver sconfitto, ai quarti di finale, i rivali nazionali del Al-Riyadi Beirut, la squadra perse in semifinale contro la squadra dell'Al Kuwait e si dovette accontentare del terzo posto finale dopo aver confitto nella finalina il Kazma per 102-97. 
Il Beirut Club ha preso parte all'Arab Club Basketball Championship anche nell'edizione 2023, in questa edizione dopo aver vinto il proprio girone ed aver superato le prime due fasi ad eliminazione, il club libanese si è incontrato nuovamente in semifinale contro l'Al Kuwait riuscendo in questa occasione ad imporsi per 101-97, ottenendo così l'accesso alla finale per la terza volta; nella partita conclusiva giocata contro la squadra proveniente dal Marocco del'AS Salé, il Beirut ha fatto valere i pronostici che la vedevano favorita imponendosi per 86-75, riuscendo così a vincere per la prima volta un trofeo internazionale
Nella stagione 2022-2023, in qualità di squadra campione del Libano, il Beirut ha preso parte alla prima edizione della FIBA West Asia Super League; il club è stato il primo a raggiungere le semifinali, della sottozona della WASL - Asia occidentale, conquistando il primo posto nel Gruppo A, ma dopo essere stati sconfitti in semifinale con un netto 2-0 nella serie, dai futuri campioni della sottozona del Al-Riyadi Beirut, sono riusciti ad ottenere lo stesso un biglietto per le final 8, vincendo la finale per il terzo posto contro il team iraniano del Zob Ahan Esfahan per 93-75. Nella fase finale della competizione la squadra del Beirut però non riuscì ad andare oltre la prima fase a girone, dove perse entrambe le partite giocate contro l'Al-Riyadi Beirut e Al Manama.

## Palmarès

### Tornei Nazionali
- Lebanese Basketball League
  - Campione (1): 2021-2022
  - Finalista (1): 2018-2019

- Lebanese Basketball Cup
  - Campione (2): 2021-2022, 2023-2024

### Tornei Internazionali
- Arab Club Basketball Championship
  - Campioni (1) : 2023
  - Finalista (2): 2018, 2019

## Organico

### Roster 2024-2025
Il roster per la stagione 2024-2025 
|    | Naz.                                   | Ruolo | Sportivo          | Anno | Alt. | Peso |  |
| -- | -------------------------------------- | ----- | ----------------- | ---- | ---- | ---- |  |
| 0  | Stati Uniti (bandiera)                 | C     | Richard Solomon   | 1992 | 211  | 107  |  |
| 5  | Libano (bandiera)                      | AG    | Elio Zakhem       | 2005 |      |      |  |
| 6  | Libano (bandiera) · Canada (bandiera)  | PG    | Ali Mahmoud       | 1983 | 184  | 79   |  |
| 9  | Libano (bandiera)                      | G     | Sergio El Darwich | 1996 | 194  | 93   |  |
| 10 | Libano (bandiera)                      | AP    | Mohamad Al Malla  | 2000 | 196  | 88   |  |
| 12 | Libano (bandiera)                      | G     | Christophe Khalil | 1999 | 192  | 95   |  |
| 14 | Libano (bandiera)                      | AP    | Mark Al-Khoury    | 1998 | 197  | 91   |  |
| 20 | Stati Uniti (bandiera)                 | AP    | Thomas Wimbush    | 1993 | 201  | 91   |  |
| 25 | Libano (bandiera)                      | PG    | Ali Mezher        | 1994 | 180  | 75   |  |
| 26 | Libano (bandiera)                      | PG    | Youssef Bteich    | 2006 |      |      |  |
| 27 | Stati Uniti (bandiera)                 | PG    | Joe Young         | 1992 | 188  | 84   |  |
| 34 | Libano (bandiera) · Francia (bandiera) | G     | Gabriel Salibi    | 1997 | 203  | 79   |  |
| 40 | Libano (bandiera)                      | AG    | Ali Haidar        | 1990 | 203  | 100  |  |

### Staff tecnico
| Ruolo           | Nome               |
| --------------- | ------------------ |
| Capo Allenatore | Jad Al Hajj        |
| Assistente      | Akmeth Matar       |
| Assistente      | Dimitris Varvounis |